# Prosena bella
Prosena bella är en tvåvingeart som beskrevs av Charles Howard Curran 1927. Prosena bella ingår i släktet Prosena och familjen parasitflugor. Inga underarter finns listade i Catalogue of Life.